# Futuro della Terra

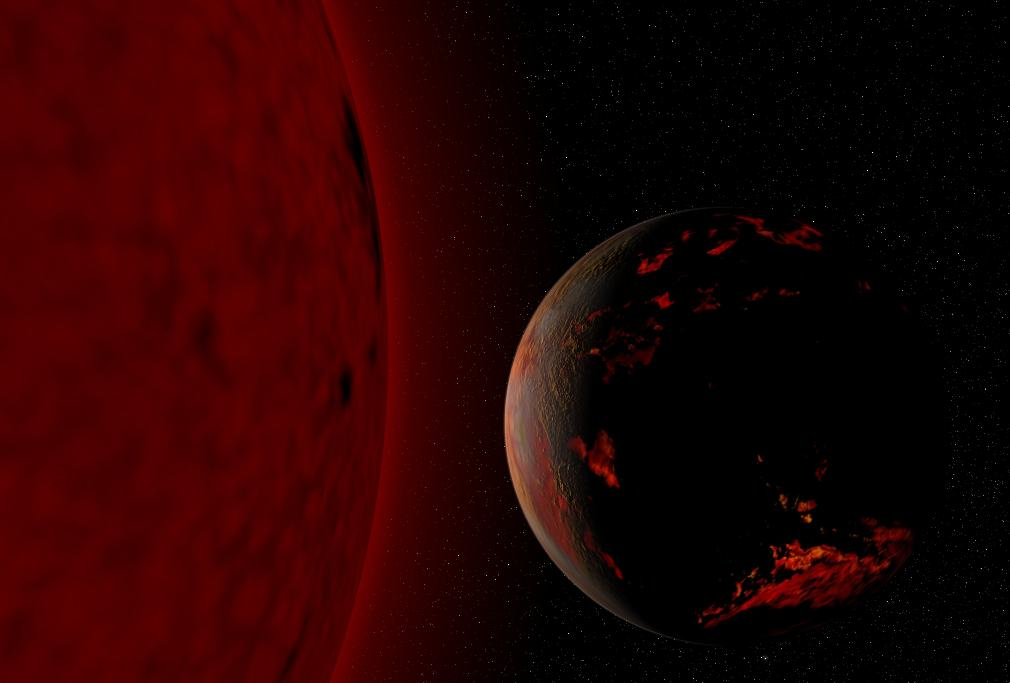
Immagine di fantasia della Terra bruciata dopo che il Sole sarà entrato nella fase di gigante rossa, fra 5 miliardi di anni.

Il futuro della Terra sarà determinato da una varietà di fattori, compresi gli aumenti della luminosità del Sole, la perdita di energia termica dal nucleo della Terra, le perturbazioni da parte di altri corpi del sistema solare e la biochimica sulla superficie della Terra. La teoria di Milanković prevede che il pianeta continuerà a subire cicli di glaciazione a causa dell'eccentricità, dell'inclinazione assiale e della precessione dell'orbita della Terra. Nell'ambito del ciclo dei supercontinenti in corso, la tettonica delle placche avrà probabilmente come risultato un supercontinente tra 250-350 milioni di anni. In qualche momento nei prossimi 1,5-4,5 miliardi di anni, l'inclinazione assiale della Terra potrebbe cominciare a subire variazioni caotiche, con cambiamenti dell'inclinazione fino a 90°.
Da uno a due miliardi di anni nel futuro, l'aumento costante della radiazione solare causato dall'accumulo di elio nel nucleo del Sole avrà come risultato la perdita degli oceani e la cessazione della deriva dei continenti. Fra quattro miliardi di anni l'aumento della temperatura della superficie terrestre causerà un effetto serra incontrollato. A quel punto, la maggior parte della vita (se non tutta) presente sulla superficie terrestre sarà estinta. Il destino estremo più probabile del pianeta sarà l'assorbimento da parte del Sole fra circa 5-7,5 miliardi di anni, dopo che la stella sarà entrata nella fase di gigante rossa e si sarà espansa fino ad incrociare l'orbita del pianeta.

## Influenza umana
Gli esseri umani svolgono ormai un ruolo chiave nella biosfera, con la vasta popolazione umana che domina molti degli ecosistemi della Terra. Questo ha avuto come risultato una diffusa estinzione in corso di altre specie durante l'attuale epoca geologica, ora nota come estinzione di massa dell'Olocene. La perdita di specie su larga scala causata dall'influenza umana fin dagli anni 1950 è stata chiamata crisi biotica, con un 10% stimato delle specie totali perduto fino al 2007. Ai tassi correnti, circa il 30% delle specie sono a rischio di estinzione nei prossimi cento anni. L'evento dell'estinzione dell'Olocene è il risultato della distruzione dell'habitat, della diffusa distribuzione di specie invasive, della caccia e del mutamento climatico. Attualmente, l'attività umana ha avuto un impatto significativo sulla superficie del pianeta. Più di un terzo della superficie del suolo è stata modificata dalle azioni umane, e gli esseri umani usano circa il 20% della produzione primaria. La concentrazione di anidride carbonica nell'atmosfera è aumentata del 50% dall'inizio della rivoluzione industriale.
È stato previsto che le conseguenze di una persistente crisi biotica dureranno almeno cinque milioni di anni. Potrebbe avere come risultato un declino della biodiversità e l'omogenizzazione dei bioti, accompagnati da una proliferazione di specie opportunistiche. Potrebbero anche emergere nuove specie: in particolare i taxa che prosperano in ecosistemi dominati dagli esseri umani possono diversificarsi rapidamente in molte nuove specie. È probabile che i microbi beneficino dell'aumento di nicchie ambientali arricchite di nutrienti. Tuttavia, non è probabile che emergano nuove specie di grandi vertebrati esistenti e le catene alimentari saranno probabilmente più corte.

## Orbita e rotazione
Le perturbazioni gravitazionali degli altri pianeti nel sistema solare si combinano per modificare l'orbita della Terra e l'orientamento del suo asse di rotazione. Questi cambiamenti possono influenzare il clima planetario. Nonostante tali interazioni, simulazioni altamente accurate mostrano che, nel complesso, è probabile che l'orbita terrestre rimanga dinamicamente stabile per miliardi di anni nel futuro. In tutte le 1.600 simulazioni, il semiasse maggiore del pianeta , l'eccentricità e l'inclinazione sono rimasti pressoché costanti.

### Glaciazione
Storicamente, vi sono stati periodi ciclici di glaciazione in cui strati di ghiaccio coprivano le latitudini superiori dei continenti. La teoria di Milanković prevede che la glaciazione si verifichi a causa di fattori astronomici in combinazione con meccanismi di retroazione climatica e con la tettonica a placche. I fattori astronomici primari sono un'eccentricità orbitale più elevata del normale, una bassa inclinazione assiale (od obliquità), e l'allineamento del solstizio d'estate con l'afelio. Ciascuno di questi effetti si verifica ciclicamente. Ad esempio, l'eccentricità cambia durante cicli temporali di circa 100.000 e 400.000 anni, con il valore che varia da meno di 0,01 fino a 0,05. Ciò è equivalente ad un cambiamento del semiasse minore dell'orbita del pianeta dal 99,95% del semiasse maggiore al 99,88%, rispettivamente.
Attualmente la Terra è in un periodo interglaciale, che normalmente ci si aspetterebbe finisca tra circa 25.000 anni. L'attuale accresciuto tasso di rilascio di anidride carbonica nell'atmosfera da parte degli esseri umani potrebbe ritardare l'avvio del prossimo periodo di glaciazione almeno fino a 50.000–130.000 anni da ora. Tuttavia, un periodo di riscaldamento globale di durata finita (basandosi sull'assunzione che l'uso del combustibile fossile cesserà entro l'anno 2200) probabilmente impatterà sul ciclo della glaciazione solo per circa 5.000 anni. Così, un breve periodo di riscaldamento globale indotto attraverso pochi secoli di emissione di gas serra avrebbe solo un impatto limitato nel lungo termine.

### Obliquità

La compensazione rotazionale dell'impennata delle maree esercita un momento meccanico netto sulla Luna, aumentandone la velocità mentre rallenta la rotazione della Terra.

L'accelerazione secolare della Luna rallenta la velocità di rotazione della Terra e aumenta la distanza Terra-Luna. Altri effetti che possono dissipare l'energia rotazionale della Terra sono la frizione tra il nucleo e il mantello, le maree nell'atmosfera, la convezione nel mantello e i cambiamenti climatici che possono aumentare o diminuire il carico di ghiaccio ai poli. Ci si aspetta che questi effetti combinati aumentino la durata del giorno di più di 1,5 ore durante i prossimi 250 milioni di anni, e che aumentino l'obliquità di circa mezzo grado. La distanza con la Luna aumenterà di circa 1,5 raggi terrestri durante lo stesso periodo.
Basandosi su simulazioni numeriche, la presenza della Luna appare stabilizzare l'obliquità della Terra, il che potrebbe aiutare il pianeta ad evitare drammatici mutamenti climatici. Questa stabilità si ottiene perché la Luna aumenta la velocità di precessione dell'asse di rotazione della Terra, evitando in tal modo risonanze tra la precessione della rotazione e le frequenze di precessione del nodo ascendente dell'orbita del pianeta. (Cioè, il moto di precessione dell'eclittica.) Tuttavia, poiché il semiasse maggiore dell'orbita lunare continuerà ad aumentare nel futuro, questo effetto stabilizzante diminuirà. Ad un certo punto gli effetti di perturbazione causeranno probabilmente variazioni caotiche nell'obliquità della Terra, e l'inclinazione dell'asse potrebbe cambiare di angolazione fino a 90° di ampiezza dal piano dell'orbita. Ci si aspetta che ciò si verifichi entro circa 1,5-4,5 miliardi di anni, sebbene il momento esatto sia sconosciuto.
Un'obliquità elevata probabilmente avrebbe come risultato mutamenti drammatici del clima e potrebbe distruggere l'abitabilità del pianeta. Quando l'inclinazione assiale della Terra raggiungerà i 54°, l'equatore riceverà meno radiazione dal Sole rispetto ai poli. Il pianeta potrebbe rimanere ad un'obliquità da 60° a 90° fino a 10 milioni di anni.

## Tettonica a placche

Pangea fu l'ultimo supercontinente a formarsi prima del presente.

La teoria della tettonica a placche dimostra che i continenti della Terra si stanno muovendo attraverso la superficie alla velocità di alcuni centimetri all'anno. Ci si aspetta che questo continui, facendo spostare e collidere le placche. La deriva dei continenti è facilitata da due fattori: la generazione di energia all'interno del pianeta e la presenza di un'idrosfera. Con la perdita di uno di questi due elementi, la deriva continentale si arresterà. La produzione di calore attraverso processi radiogeni è sufficiente a mantenere la convezione del mantello e la subduzione delle placche per almeno i prossimi 1,1 miliardi di anni.
Attualmente, i continenti del Nord e del Sud America si stanno muovendo verso ovest dall'Africa e dall'Europa. I ricercatori hanno elaborato parecchi scenari su come ciò continuerà nel futuro. Questi modelli geodinamici possono essere distinti in base al flusso di subduzione, mediante il quale la crosta oceanica si muove sotto un continente. Nel modello di introversione, l'Oceano Atlantico, più giovane e interno, diventa preferenzialmente subdotto e l'attuale migrazione del Nord e del Sud America è invertita. Nel modello estroversionale, l'Oceano Pacifico, più vecchio ed esterno, rimane preferenzialmente subdotto e il Nord e il Sud America migrano verso l'Asia orientale.
Via via che la comprensione della geodinamica migliorerà, questi modelli saranno soggetti a revisione. Nel 2008, ad esempio, fu usata una simulazione numerica per prevedere che si verificherà una riorganizzazione della convezione del mantello, facendo sì che si formi un supercontinente intorno all'Antartide.
Indipendentemente dall'esito della migrazione dei continenti, il processo continuo di subduzione fa sì che l'acqua sia trasportata verso il mantello. Dopo un miliardo di anni dal presente, un modello geofisico dà una stima secondo la quale il 27% dell'attuale massa oceanica sarà stata subdotta. Se questo processo dovesse continuare immodificato in futuro, la subduzione ed il rilascio raggiungerebbero un punto di stabilità dopo che sarà stato subdotto il 65% dell'attuale massa oceanica.

### Introversione
Christopher Scotese e i suoi colleghi hanno mappato i movimenti previsti tra parecchi milioni di anni nel futuro come parte del Paleomap Project. Nel loro scenario, a 50 milioni di anni da ora il Mar Mediterraneo potrebbe svanire e la collisione tra l'Europa e l'Africa creerà una lunga catena montuosa che si estenderà fino all'attuale localizzazione del Golfo Persico. L'Australia si fonderà con l'Indonesia, e la Baja California scivolerà verso nord lungo la costa. Nuove zone di subduzione potrebbero apparire al largo della costa orientale del Nord e del Sud America, e catene montuose si formeranno lungo quelle coste ed il luogo diventerà arido. A sud, la migrazione dell'Antartide a nord farà sciogliere tutti i suoi strati di ghiaccio. Questo, insieme alla fusione degli strati di ghiaccio della Groenlandia, innalzerà il livello medio degli oceani di 90 m (300 piedi). L'inondazione interna dei continenti avrà come risultato mutamenti climatici.
Via via che questo scenario continuerà, entro 100 milioni di anni dal presente, l'espansione continentale avrà raggiunto la sua massima estensione e i continenti cominceranno allora a fondersi. Tra 250 milioni di anni, il Nord America colliderà con l'Africa mentre il Sud America si avvolgerà intorno alla punta meridionale dell'Africa. Il risultato sarà la formazione di un nuovo supercontinente (talvolta chiamato Pangea Ultima), con l'Oceano Pacifico che si estenderà attraverso metà del pianeta. Il continente dell'Antartide invertirà la direzione e ritornerà al Polo Sud, formando una nuova calotta di ghiaccio.

### Estroversione
Il primo scienziato ad estrapolare gli attuali moti dei continenti fu il geologo canadese Paul F. Hoffman dell'Università di Harvard. Nel 1992, Hoffman previde che i continenti del Nord e del Sud America avrebbero continuato ad avanzare attraverso l'Oceano Pacifico, facendo perno intorno alla Siberia finché avrebbero cominciato a fondersi con l'Asia. Egli chiamò il supercontinente risultante Amasia. In seguito, negli anni 1990, Roy Livermore calcolò uno scenario simile. Egli previde che l'Antartide avrebbe iniziato a migrare verso nord, e che l'Africa orientale e il Madagascar si sarebbero mossi attraverso l'Oceano Indiano per collidere con l'Asia.
In un modello di estroversione, la chiusura dell'Oceano Pacifico sarebbe completa entro circa 350 milioni di anni. Questo segnerà il completamento dell'attuale ciclo dei supercontinenti, nel quale i continenti si dividono e poi si riuniscono circa ogni 400–500 milioni di anni. Una volta che il supercontinente si sarà formato, la tettonica a placche potrebbe entrare in un periodo di inattività in quanto la velocità di subduzione calerà di un ordine di grandezza. Questo periodo di inattività potrebbe causare un aumento nella temperatura del mantello alla velocità di 30–100 K ogni 100 milioni di anni, che è la durata minima della vita dei supercontinenti passati. Di conseguenza, l'attività vulcanica potrebbe aumentare.

### Supercontinente
La formazione di un supercontinente può influenzare drammaticamente l'ambiente. La collisione delle placche avrà come risultato l'orogenesi, alterando in tal modo gli schemi meteorologici. I livelli dei mari potrebbero calare a causa dell'accresciuta glaciazione. La velocità di meteorizzazione superficiale può aumentare, avendo come risultato un aumento della velocità alla quale il materiale organico è sepolto. I supercontinenti possono causare un calo delle temperature globali e un aumento dell'ossigeno atmosferico. Questi mutamenti possono avere come risultato una più rapida evoluzione biologica mentre emergono nuove nicchie. Questo, a sua volta, può influenzare il clima, abbassando ulteriormente le temperature.
La formazione di un supercontinente isola il mantello. Il flusso del calore sarà concentrato, dando come risultato il vulcanismo e l'inondazione di larghe aree con basalto. Si formeranno fratture e il supercontinente si spaccherà ancora una volta. Il pianeta potrebbe quindi sperimentare un periodo di riscaldamento come avvenuto durante il  Cretaceo, che ha segnato la divisione del precedente supercontinente Pangea.

## Evoluzione solare
La generazione di energia del Sole è basata sulla fusione termonucleare dell'idrogeno in elio. Ciò si verifica nella regione del nucleo della stella secondo il processo di reazione a catena protone-protone. Poiché non vi è convezione nel nucleo solare, la fusione ha come risultato un'accumulazione costante di elio. La temperatura nel nucleo del Sole è troppo bassa per la fusione nucleare degli atomi di elio attraverso il processo tre alfa, perciò questi atomi non contribuiscono alla generazione netta di energia che è necessaria per mantenere l'equilibrio idrostatico del Sole.
Attualmente, quasi metà dell'idrogeno nel nucleo è stato consumato, mentre il resto consiste primariamente di elio. Per compensare il numero costantemente decrescente di atomi di idrogeno per unità di massa, la temperatura del nucleo del Sole è gradualmente cresciuta attraverso un aumento della pressione. Questo ha fatto sì che l'idrogeno rimanente subisse la fusione ad una velocità più rapida, generando in tal modo l'energia necessaria per mantenere l'equilibrio. Il risultato è stato un aumento costante della produzione di energia del Sole. Tale aumento può essere approssimato dalla formula:
{\displaystyle L(t)\ =\ \left[1+{\frac {2}{5}}\left(1-{\frac {t}{t_{Sole}}}\right)\right]^{-1}L_{Sole}}
dove t è un periodo di tempo minore o uguale al tempo attuale tSole, L(t) è la luminosità al tempo t, e LSole l'attuale luminosità solare.
Quando il Sole divenne per la prima volta una stella di sequenza principale, irradiava soltanto il 70% dell'attuale luminosità. La luminosità è aumentata in modo quasi lineare fino ad oggi, crescendo dell'1% ogni 110 milioni di anni. Parimenti, fra tre miliardi di anni ci si aspetta che il Sole sia del 33% più luminoso. L'idrogeno nel nucleo si esaurirà definitivamente tra cinque miliardi di anni, quando il Sole sarà del 67% più luminoso di oggi. Dopo di che il Sole continuerà a bruciare idrogeno in un guscio che circonda il suo nucleo, finché l'aumento di luminosità raggiungerà il 121% del valore attuale. Questo segnerà la fine della vita della sequenza principale del Sole, dopo di che esso attraverserà lo stadio di subgigante e poi evolverà in una gigante rossa.

### Impatto climatico
Via via che la temperatura globale della Terra salirà a causa della crescente luminosità del Sole, la velocità di meteorizzazione dei minerali silicati aumenterà. Questo a sua volta diminuirà il livello di anidride carbonica nell'atmosfera. Entro i prossimi 600 milioni di anni dal presente, la concentrazione di CO2 calerà al di sotto della soglia critica necessaria per sostenere la fotosintesi C3: circa 50 parti per milione. A questo punto, gli alberi e le foreste nella loro forma attuale non saranno più in grado di sopravvivere. Tuttavia, la fissazione del carbonio C4 potrà continuare a concentrazioni molto più basse, fino al limite minimo di 10 parti per milione. Così le piante che usano la fotosintesi C4 potrebbero essere in grado di sopravvivere per almeno 0,8 miliardi di anni e probabilmente fino a 1,2 miliardi di anni da ora, dopo di che le temperarure crescenti renderanno la biosfera insostenibile. Attualmente, le piante C4 rappresentano circa il 5% della biomassa vegetale della terra e l'1% delle sue specie vegetali. Ad esempio, circa il 50% di tutte le specie erbacee (Poaceae) usano la via fotosintetica C4, come fanno molte specie nella famiglia erbacea delle Amaranthaceae.
Quando i livelli di anidride carbonica caleranno fino al limite in cui la fotosintesi è a malapena sostenibile, ci si aspetta che la proporzione di anidride carbonica nell'atmosfera oscilli in alto e in basso. Questo consentirà alla vegetazione del suolo di riapparire ogni volta che il livello di anidride carbonica salirà a causa dell'attività tettonica e della vita animale. Tuttavia, la tendenza di lungo termine è che la vita vegetale si estingua completamente via via che la maggior parte dell'anidride carbonica nell'atmosfera resterà segregata nella Terra. Alcuni microbi sono capaci di fotosintesi a concentrazioni di CO2 di alcune parti per milione, perciò queste forme di vita probabilmente scomparirebbero solo a causa delle temperature crescenti e della perdita della biosfera.
Nella loro opera The Life and Death of Planet Earth (La vita e la morte del pianeta Terra), gli autori Peter D. Ward e Donald Brownlee hanno sostenuto che qualche forma di vita animale potrebbe continuare anche dopo che la maggior parte della vita vegetale della Terra sarà scomparsa. Inizialmente, essi si aspettano che alcuni insetti, lucertole, uccelli e piccoli mammiferi potrebbero persistere, insieme alla vita marina. Senza il rifornimento di ossigeno da parte della vita vegetale, tuttavia, essi credono che gli animali probabilmente si estinguerebbero per asfissia entro pochi milioni di anni. Anche se dovesse rimanere ossigeno sufficiente nell'atmosfera attraverso la persistenza di una qualche forma di fotosintesi, l’incremento costante della temperatura globale porterebbe come risultato una perdita graduale della biodiversità. Gran parte della superficie diventerebbe un deserto spoglio e la vita si troverebbe principalmente negli oceani.
Una volta che la luminosità solare sarà del 10% in più del suo valore attuale, la temperatura media della superficie globale raggiungerà i 320 K (47 °C). L'atmosfera diventerà una serra umida portando all'evaporazione degli oceani. A questo punto, i modelli dell'ambiente futuro della Terra dimostrano che la stratosfera conterrebbe livelli crescenti di acqua. Queste molecole di acqua saranno spezzate mediante fotolisi dalla radiazione ultravioletta solare, consentendo all'idrogeno di fuggire dall'atmosfera. Il risultato netto sarà una perdita dell'acqua di mare del mondo tra circa 1,1 miliardi di anni dal presente.

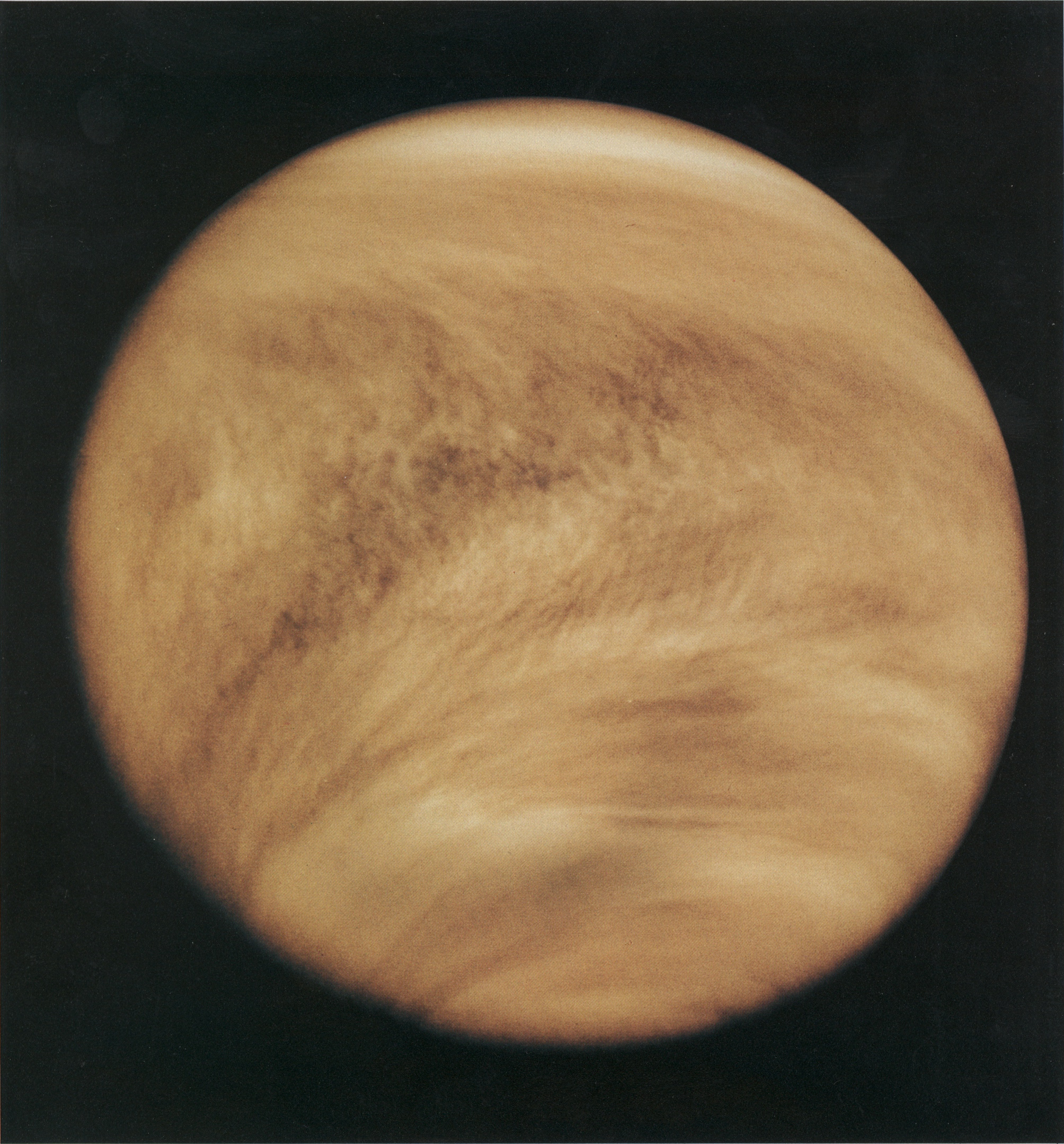
L'atmosfera di Venere è in uno stato di "superserra".

Pur tuttavia, continueranno ad esserci alcuni serbatoi sulla superficie in quanto l'acqua sarà costantemente rilasciata dalla crosta profonda e dal mantello. Può darsi che una certa quantità di acqua sia conservata ai poli e che ci siano occasionali nubifragi, ma per la maggior parte il pianeta sarebbe un deserto arido. Ciò che accadrà successivamente dipende dal livello di attività tettonica. Il rilascio di anidride carbonica per mezzo di eruzioni vulcaniche potrebbe alla fine far sì che l'atmosfera entri in uno stato di "superserra" come quello del pianeta Venere. Tuttavia, senza acqua in superficie, la tettonica a placche probabilmente si arresterebbe e la maggior parte dei carbonati rimarrebbero stabilmente sepolti.
La perdita degli oceani potrebbe essere ritardata fino a due miliardi di anni nel futuro se la pressione atmosferica totale dovesse diminuire. Una minore pressione atmosferica ridurrebbe l'effetto serra, abbassando in tal modo la temperatura. Questo potrebbe verificarsi se i processi naturali dovessero eliminare l'azoto dall'atmosfera. Studi dei sedimenti organici hanno mostrato che almeno 100 kilopascal (1 bar) di azoto sono stati eliminati dall'atmosfera durante gli ultimi quattro miliardi di anni; abbastanza da raddoppiare effettivamente l'attuale pressione atmosferica se esso dovesse essere rilasciato. Questa velocità di eliminazione sarebbe sufficiente a contrastare gli effetti della crescente luminosità solare per i prossimi due miliardi di anni. Tuttavia, al di là di quel punto, l'ammontare di acqua nell'atmosfera inferiore sarà salito al 40% e incomincerà la serra umida incontrollata.
Quando la luminosità dal Sole raggiungerà il 40% in più del suo valore attuale a quattro miliardi di anni da ora, avrà luogo un effetto serra incontrollato. L'atmosfera si surriscalderà e la temperatura superficiale salirà. Tuttavia, la maggior parte dell'atmosfera sarà conservata fino a quando il Sole non sarà entrato nel suo stadio di gigante rossa.

### Stadio di gigante rossa

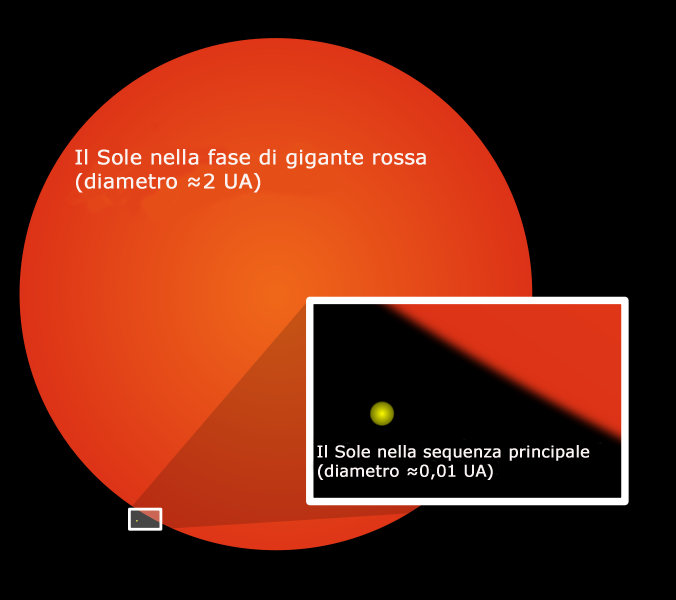
La dimensione del Sole attuale (ora nella sequenza principale) confrontata con la sua dimensione stimata durante la sua fase di gigante rossa.

Una volta che il Sole sarà passato dal bruciare idrogeno nel nucleo al bruciare idrogeno intorno a un guscio, il nucleo incomincerà a contrarsi e l'involucro esterno si espanderà. La luminosità totale aumenterà costantemente durante i prossimi miliardi di anni fino a quando raggiungerà oltre 2000 volte la luminosità attuale. Durante questa fase il Sole subirà una perdita di massa, con circa il 33% della sua massa totale dispersa con il vento solare. La perdita di massa significherà che le orbite dei pianeti si espanderanno. La distanza orbitale della Terra aumenterà fino ad un massimo del 150% del suo valore attuale.
La parte più rapida dell'espansione del Sole in una gigante rossa avverrà durante gli stadi finali, quando il Sole avrà circa 12 miliardi di anni e la sua luminosità sarà 2700 volte quella attuale, con un raggio che potrebbe essere 250 volte quello attuale. È probabile che esso si espanda fino ad inglobare sia Mercurio che Venere, raggiungendo un raggio massimo di 1,2 unità astronomiche (180 Gm). La Terra interagirà, per quanto riguarda le maree, con l'atmosfera esterna del Sole, il che servirebbe a diminuire il raggio orbitale. Anche il trascinamento dalla cromosfera del Sole ridurrà l'orbita terrestre. Questi effetti agiranno per controbilanciare la perdita di massa da parte del Sole, e la Terra molto probabilmente sarà avviluppata dal Sole stesso.
Nel momento in cui il Sole comincerà a crescere come una gigante rossa, l'orbita della Luna si sarà espansa finché occorreranno 47 giorni per completarla. Il trascinamento dall'atmosfera solare potrebbe far sì che l'orbita della Luna si abbassi. Una volta che l'orbita della Luna si sarà avvicinata ad una distanza di 18.470 km, incrocerà il limite di Roche della Terra. L'interazione delle maree con la Terra spezzerà la Luna, trasformandola in un sistema ad anello. La maggior parte dell'anello orbitante comincerà poi a precipitare e i detriti impatterano la Terra. Di conseguenza, anche se la Terra non sarà inglobata dal Sole, il pianeta potrebbe essere privo della Luna.